# Kiholms gård

Kiholms gård (äldre stavning Kilholm, tidigare namn Humlemora eller Humleboda) var ett säteri och ett hälsohem beläget vid västra sidan om Södertäljeviken i Västertälje socken, nuvarande  Södertälje kommun. Egendomen omnämns redan på 1500-talet. Namnet "Kiholm" härrör från den närbelägna ön Kiholmen vars gamla namn var Kedjeholmen.
Huvudbyggnaden uppfördes troligen på 1870- eller 1880-talet och blev hälsohem på 1940-talet. På hösten 1972 revs huvudbyggnaden och Södertälje stad hyrde ut de kvarvarande byggnaderna till privatpersoner. Kiholm blev även känd för Kiholms tegelbruk som startade sin verksamhet på 1830-talet och utvidgades 1905 med det närbelägna Lina tegelbruk. Väster om gårdsbebyggelsen ligger Kiholms Koloniförening som etablerades 1979.

## Gårdens historik
"Humlemora" var i början ett kronotorp avsöndrat från Lina gårds ägor. Bland de första ägarna till egendomen räknas Kristina av Holstein-Gottorp, som 1613 donerade marken till sin sekreterare Johan Jakobsson (senare kallad  Rosenflycht) "till mulbete för dess hästar". Rosenflycht bebyggde marken och erhöll 1645 säterifrihet. Gården hade sedan en rad olika adliga ägare. Det är okänt vilka de var eftersom ägarlängden för Kiholm är osäkert belagd. Känt år dock att ämbetsmannen Gustaf Lilliecrona föddes på Kiholms gård år 1623 och att han senare ägde granngården Lina gård.
På 1770-talet kom gården i släkten Benzelstierna och i början av 1830-talet finns excellensen Matz von Engeström som ägare. År 1837 såldes egendomen till brukspatronen Carl Oskar Westin. Godset var då mycket förfallet, men blev upprustat av Westin. Han lät tillbyggda boningshuset, uppförde en ny ladugård, tegelugn, foder- och tegel-lador samt förbättrade åkern. 1846 står kapten Bengt Sparre som ägare, som sålde 1855 till “ingenjör mekanicus” Axel Teodor Sjöberg för 66,666 rdr och 32 sk. b:co.
På 1860-talet beskrivs mangården vara av trä, med vackert läge på en höjd över sjön och omgiven av lövträd. Enligt traditionen var det Sparre som åren 1870-1880 lät uppföra den numera försvunna huvudbyggnaden i nyrenässansens stil. Troligen byggdes den kring det äldre huset. Huvudfasaden riktades mot syd och en stor gårdsplan med grusgångar och gräsmattor, som avslutades med en trädgårdsmur i tegel. Byggmaterialet (murtegel) kom från gårdens eget tegelbruk. Enligt samma tradition avbröt Sparre byggnadsarbetena för den nya huvudbyggnaden i förtid  på grund av ekonomiska problem. Det gav byggnaden dess något säregna utseende med en ståtlig fasad där enbart det västra hörntornet fullbordades, medan det östra saknas. På dess plats fanns en låg envåningsdel med provisoriskt tak (i väntan på det framtida fullföljandet). Bengt Sparre ägde sannolikt gården fram till 1876 då Kiholm Aktiebolag bildades för tegeltillverkning. Bolaget skötte även jordbruket på gården. Under 1890-talet separerades jordbruket från tegelbruket.

## Historiska kartor
| Vänster: Del av 1772 års vägkarta över Stockholm med gårdarna Kilholm, Lina, Högetorp och Wiksberg. Höger: Kiholms gård 1911, ägostyckning. |  | Vänster: Del av 1772 års vägkarta över Stockholm med gårdarna Kilholm, Lina, Högetorp och Wiksberg. Höger: Kiholms gård 1911, ägostyckning. |
| Vänster: Del av 1772 års vägkarta över Stockholm med gårdarna Kilholm, Lina, Högetorp och Wiksberg. Höger: Kiholms gård 1911, ägostyckning. |  | |

## Sjukhem och hälsohem
År 1911 förvärvades gården av läkaren Ivan Bystedt, som var verksam vid S:t Eriks sjukhus i Stockholm. Han öppnade året därpå ett sjukhem i huvudbyggnaden för psykiskt sjuka. Verksamheten avvecklades 1942 i samband med att Bystedt avled. Därefter nyttjades gården som pensionärshem men lades ned i början av 1944 på grund av livsmedelsbrist.
År 1945 köptes gården av Konrad Ålberg. Han öppnade ett hälsohem i huvudbyggnaden som drevs efter hälsoideologen Are Waerlands lära. Man tillämpade helvegetariska principer. Sprit var absolut förbjudet och maten bestod uteslutande av grönsaker, till största delen odlade på gården. Många av gästerna fastade.
I början av 1970-talet var huvudbyggnaden i så dåligt byggnadstekniskt skick att ledningen skulle ha varit tvungen att genomföra dyrbara ombyggnader för att klara myndighetskrav. Hälsohemmets ledning beslöt då att flytta sin verksamhet till Tallmogården i Dalarna, samtidigt som Södertälje kommun erbjöd sig att köpa egendomen. Under hösten 1972 revs huvudbyggnaden med dess 14 rum och Södertälje stad hyrde ut de kvarvarande byggnaderna till privatpersoner.

## Terrassmuren
Kvar finns rester av tegelmuren och stengrunden som avgränsade gårdsplanen mot syd. Enligt en arkeologisk inventering utförd 1950 rör det sig troligen om grunden till en gammal terrass eventuellt en äldre byggnad. På södra sidan finnes igenmurade valv, som utgjorde ingång till källarrum. Enligt traditionen skulle från dessa valv en underjordiska gång ha lett genom den så kallade Jungfrukullen och ut till Södertäljeviken.

## Nutida bilder

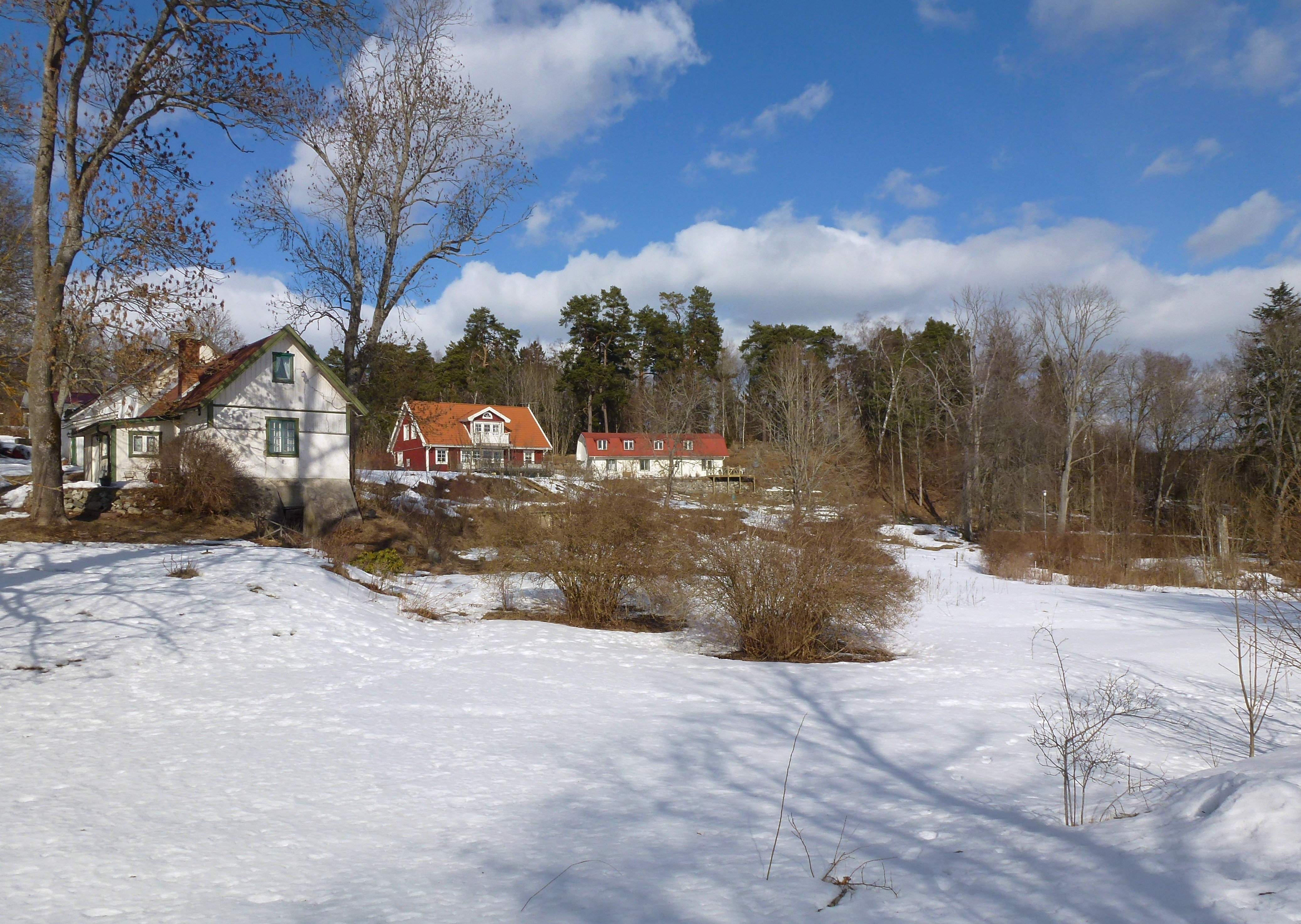
F.d. arbetarbostäder och platsen för huvudbyggnaden
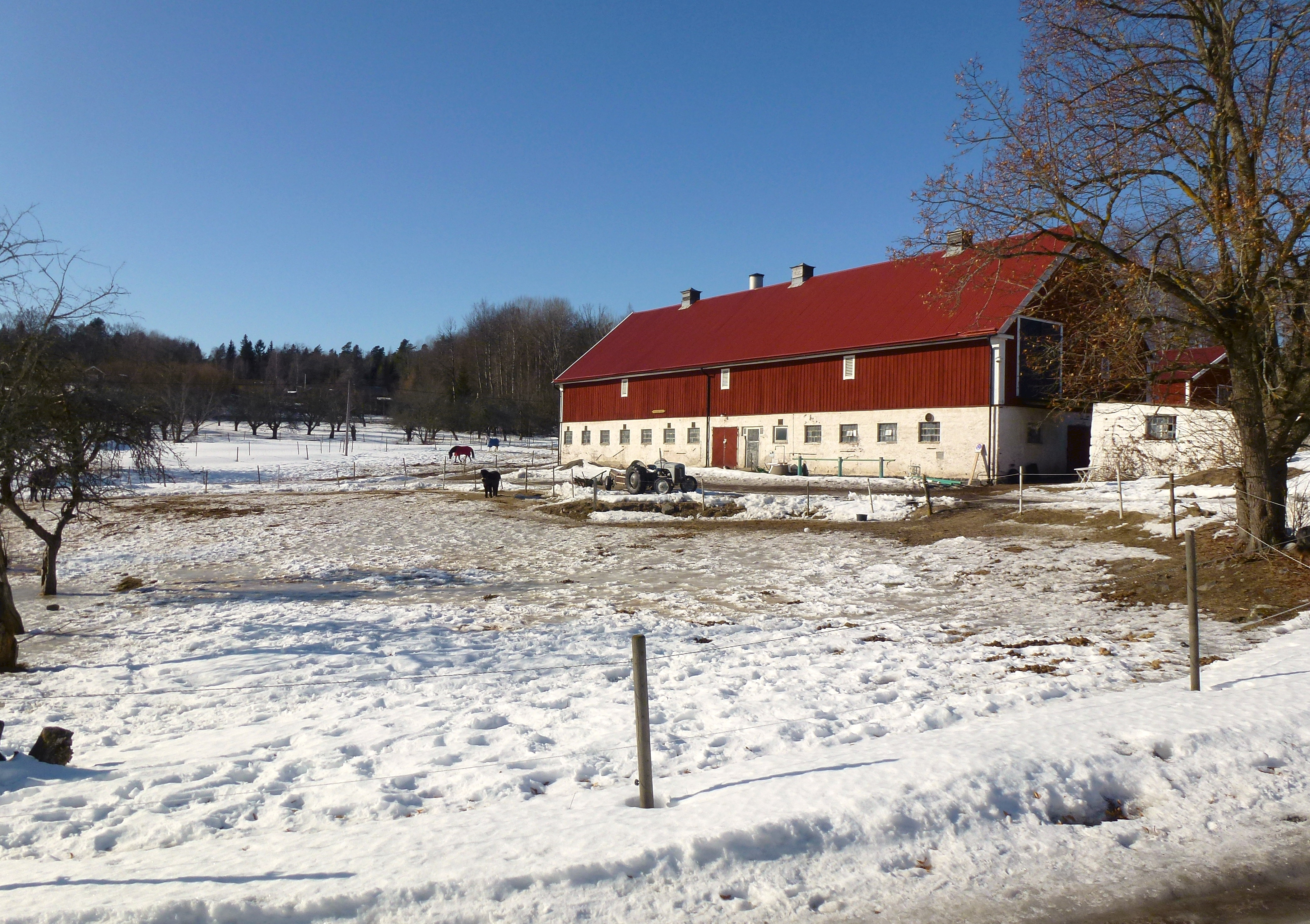
Stallbyggnader
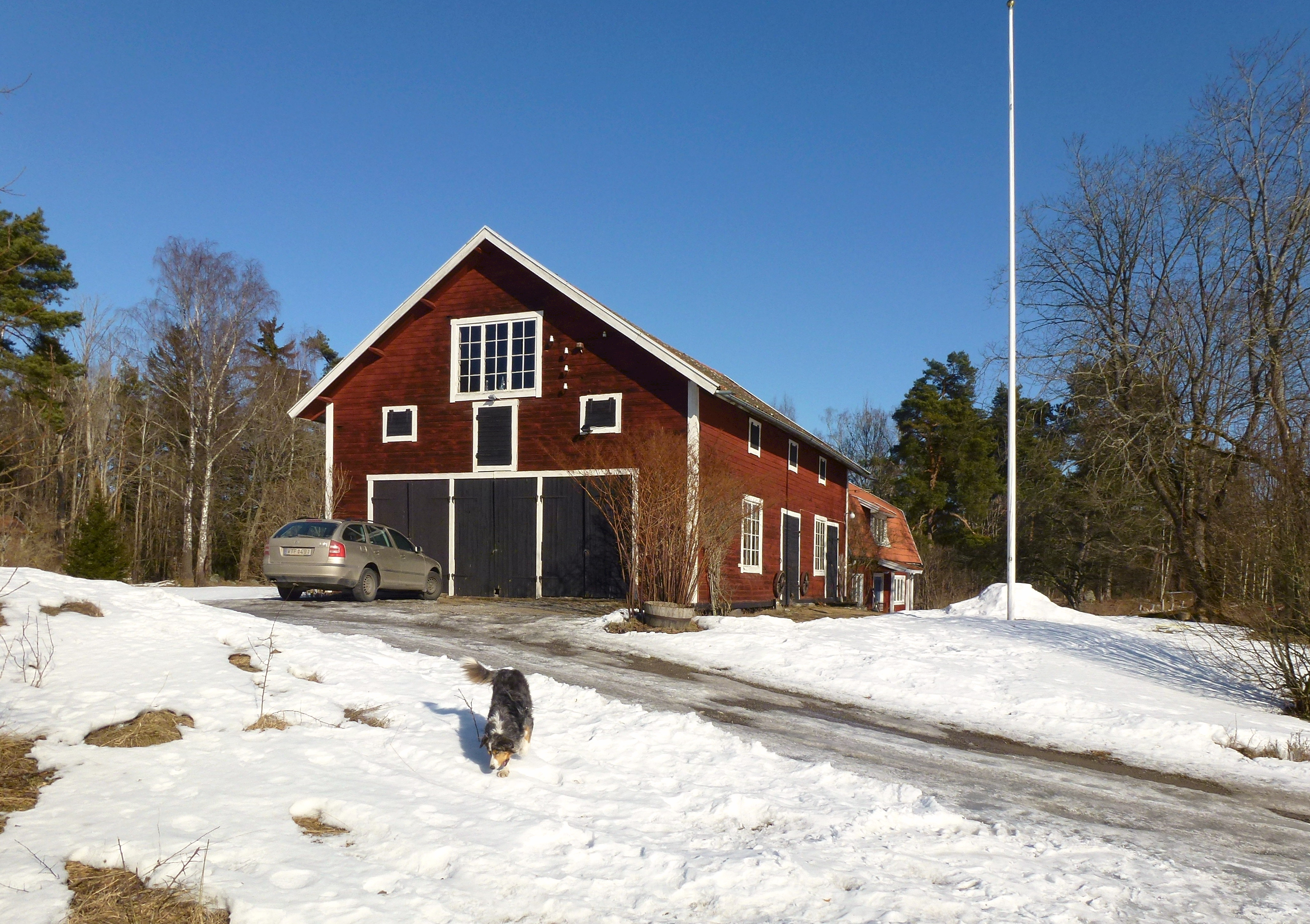
Magasinsbyggnad
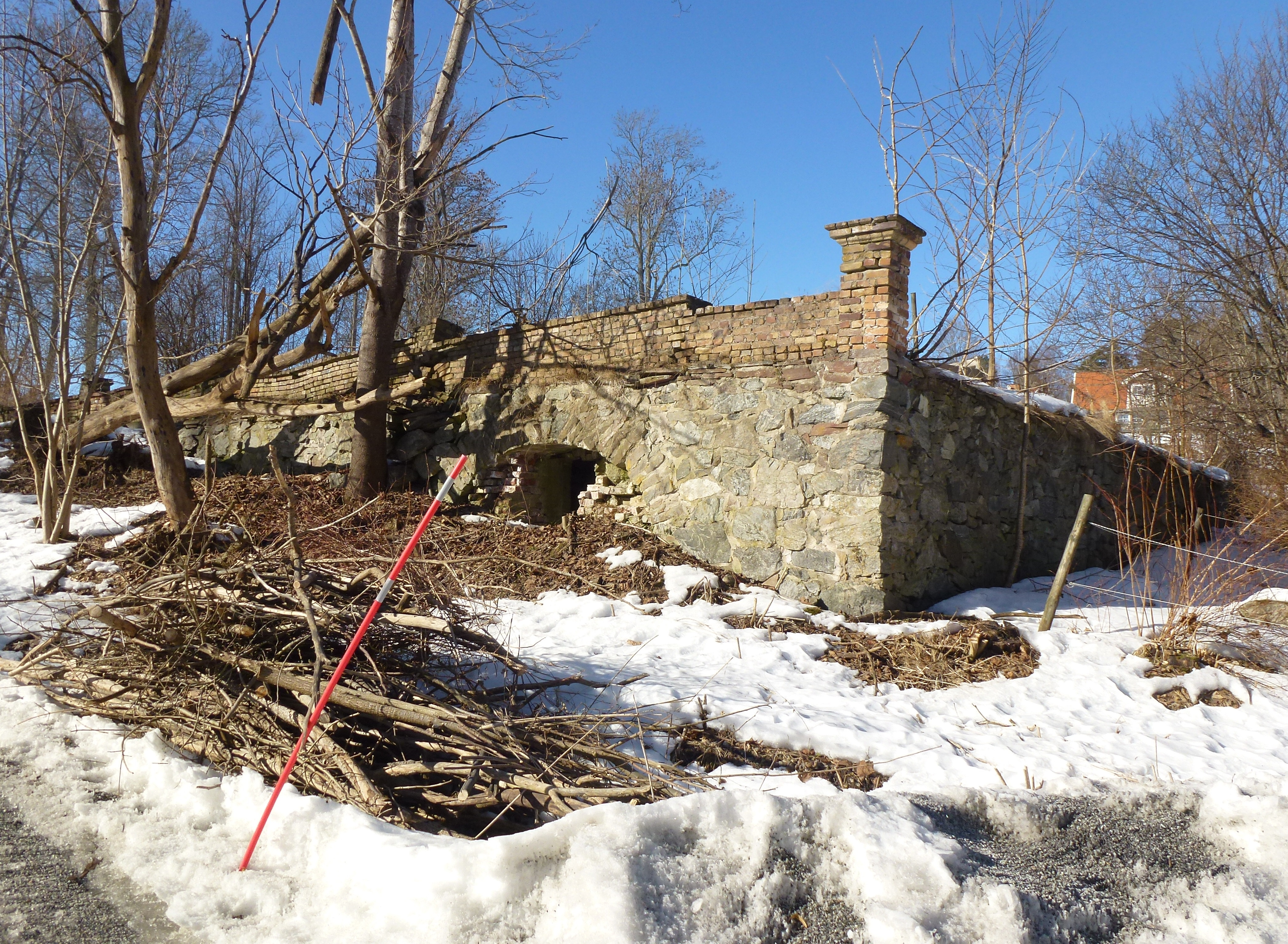
Terrassmuren med valv

## Kiholms tegelbruk

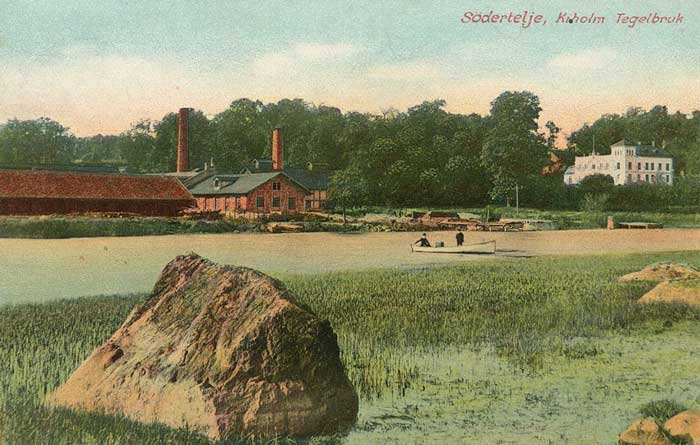
Kiholms tegelbruk 1909.

På 1830 startades ett tegelbruk vid Södertäljevikens strand söder om gården. Innan dess fanns redan ett mindre gårdsbruk. Lertäkten låg i närheten. Under 1890-talet  separerades jordbruket från tegelbruket och ”Kiholm Nya Aktiebolag” bildades.  På en styckningskarta från 1897 syns fem långa torklador, den ovala brännugnen, några mindre verkstadsbyggnader, fyra skjul för lagring av färdigt tegel samt ett industrispår och en egen brygga. Verksamheten på Kiholms tegelbruk pågick fram till 1940 då det lades ned.
När Södertälje stad köpte Kiholms gård, följde resterna av tegelbruket med och 1972 sprängde experter från Svea ingenjörregemente, Ing 1 skorstenen till det gamla tegelbruket. Idag finns inga spår kvar av den en gång så stora anläggningen. Där bruket låg finns numera en av ingångarna till Lina naturreservat.